# Calvizzano
Calvizzano es un municipio italiano localizado en la ciudad metropolitana de Nápoles, región de Campania. Cuenta con 12.504 habitantes en 4,02 km². Limita con las localidades de Marano di Napoli, Mugnano di Napoli, Qualiano, Villaricca.
La principal actividad económica es la producción de manzanas.

## Demografía
| Gráfica de evolución demográfica de Calvizzano entre 1861 y 2011 |
|                                                                  |
| Fuente ISTAT - elaboración gráfica de Wikipedia                  |